# Конференц-зала

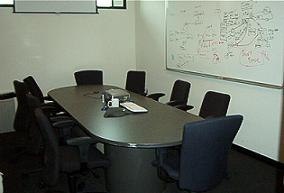
Невелика конференц-зала у Плая-Віста, Лос-Анджелес у травні 2006 року.

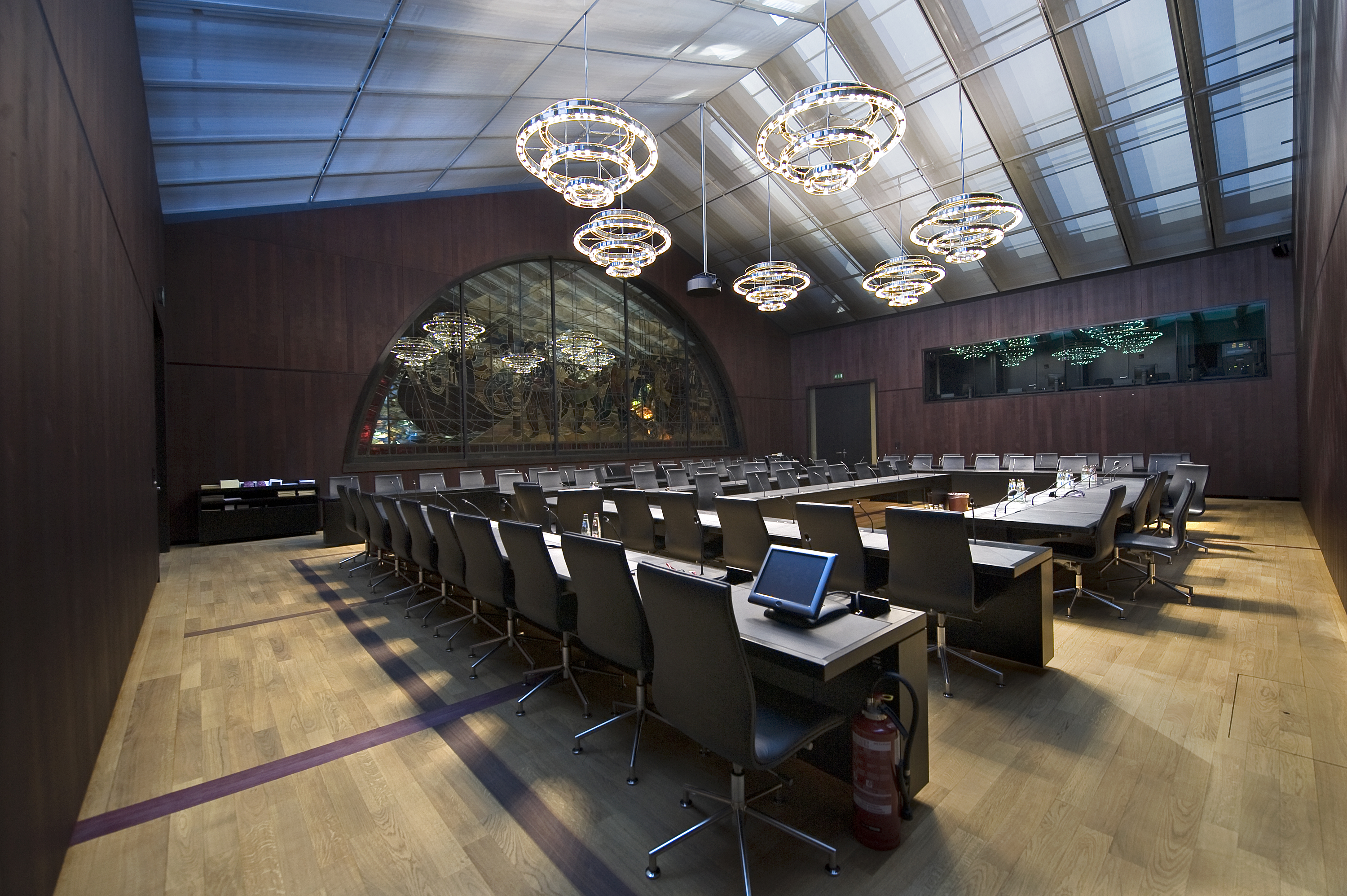
Кімната для переговорів у Федеральному палаці Швейцарії в Берні.

Конференц-зала, конференц-зал або кімната для переговорів — кімната (приміщення), що надається для окремих заходів, таких як ділові конференції та наради.

## Кімната
Зазвичай її можна зустріти у великих готелях та конференц-центрах, хоча багато інших закладів, включаючи навіть лікарні мають таку. Інколи інші приміщення переробляють під великі конференції, такі як арени або концертні зали. Літаки обладнані конференц-залами. У цілях безпеки конференц-зали можуть бути без вікон. Прикладом однієї з таких кімнат є Пентагон, відомий як Танк. 
Як правило, установа забезпечує меблі, проектори, освітлення сцен та звукову систему.
Як правило, в конференц-залах заборонено палити, навіть коли інші частини будівель дозволяють палити.
Іноді термін «конференц-зала» використовується синонімом слова «конференц-центр», як, наприклад, у «Міжнародній конференц-залі Бандаранаїке Меморіал».
Деякі зали для переговорів оснащені програмним забезпеченням для управління бронюванням залежно від потреб компанії, яка їх володіє.
Зазвичай середній і великий офіс або освітній заклад після середньої школи мають менші кімнати для переговорів, які часто називають конференц-залою або кімнатою для переговорів.

## Можливі форми

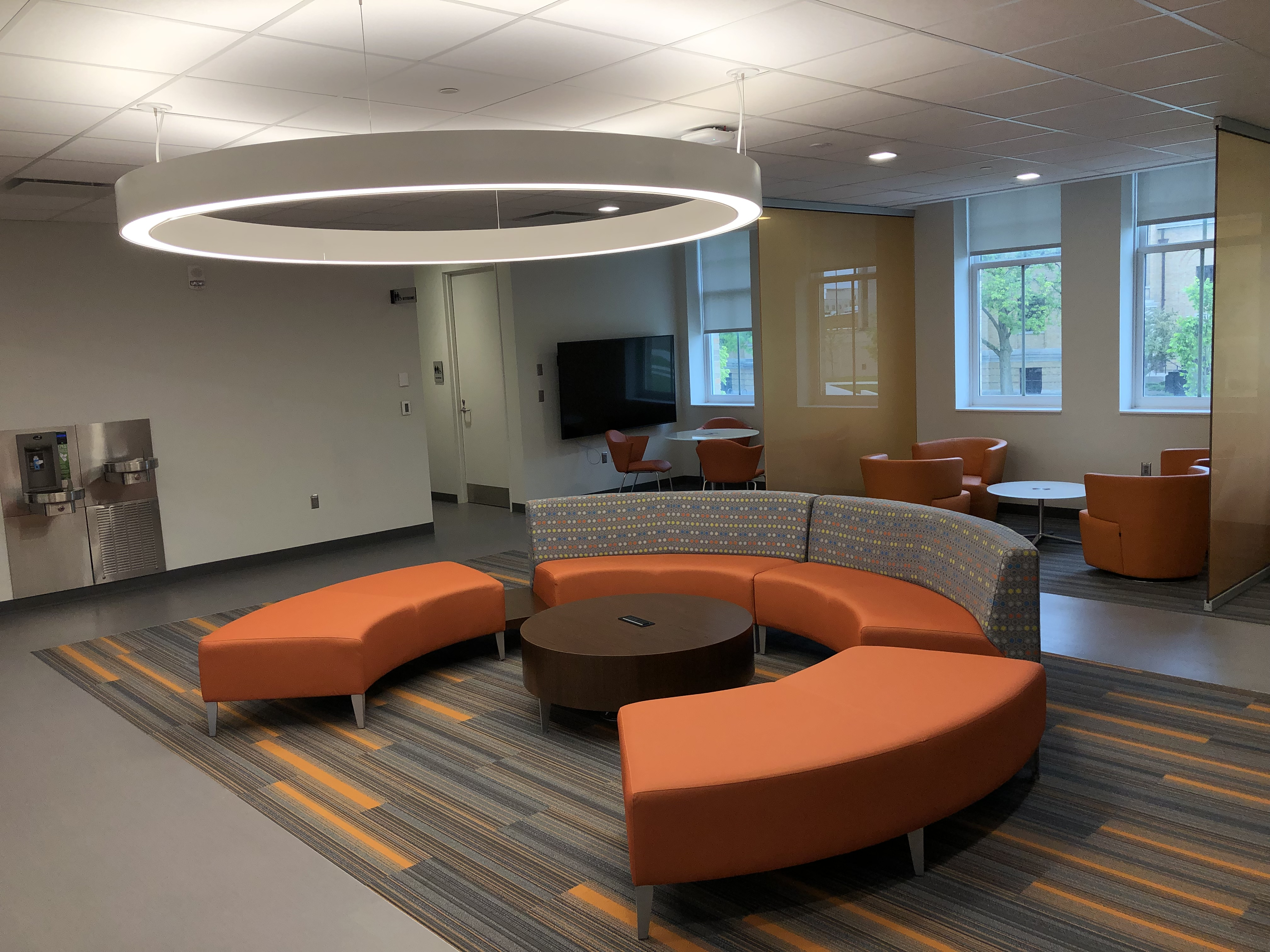
Кімната з кількома неформальними приміщеннями для зустрічей різного розміру.

Залежно від мети наради конференц-зали можуть бути облаштовані в різних стилях. Іноді меблі можна навіть легко перенести перед збором, щоб задовольнити конкретні потреби кожної зустрічі. До часто використовуваних стилів належать:
- Аудиторія стиль
- Бенкетний стиль
- Порожнистий квадратний стиль
- Класна кімната (кожен учасник має власний невеликий робочий стіл).
- Кіно (як у класі, але без письмового столу)
- U-Shape Style
- Стиль конференції